# Opomyza scutellata
Opomyza scutellata är en tvåvingeart som beskrevs av Robert 1834. Opomyza scutellata ingår i släktet Opomyza och familjen gräsflugor.
Artens utbredningsområde är Belgien. Inga underarter finns listade i Catalogue of Life.